# Concilio ecuménico

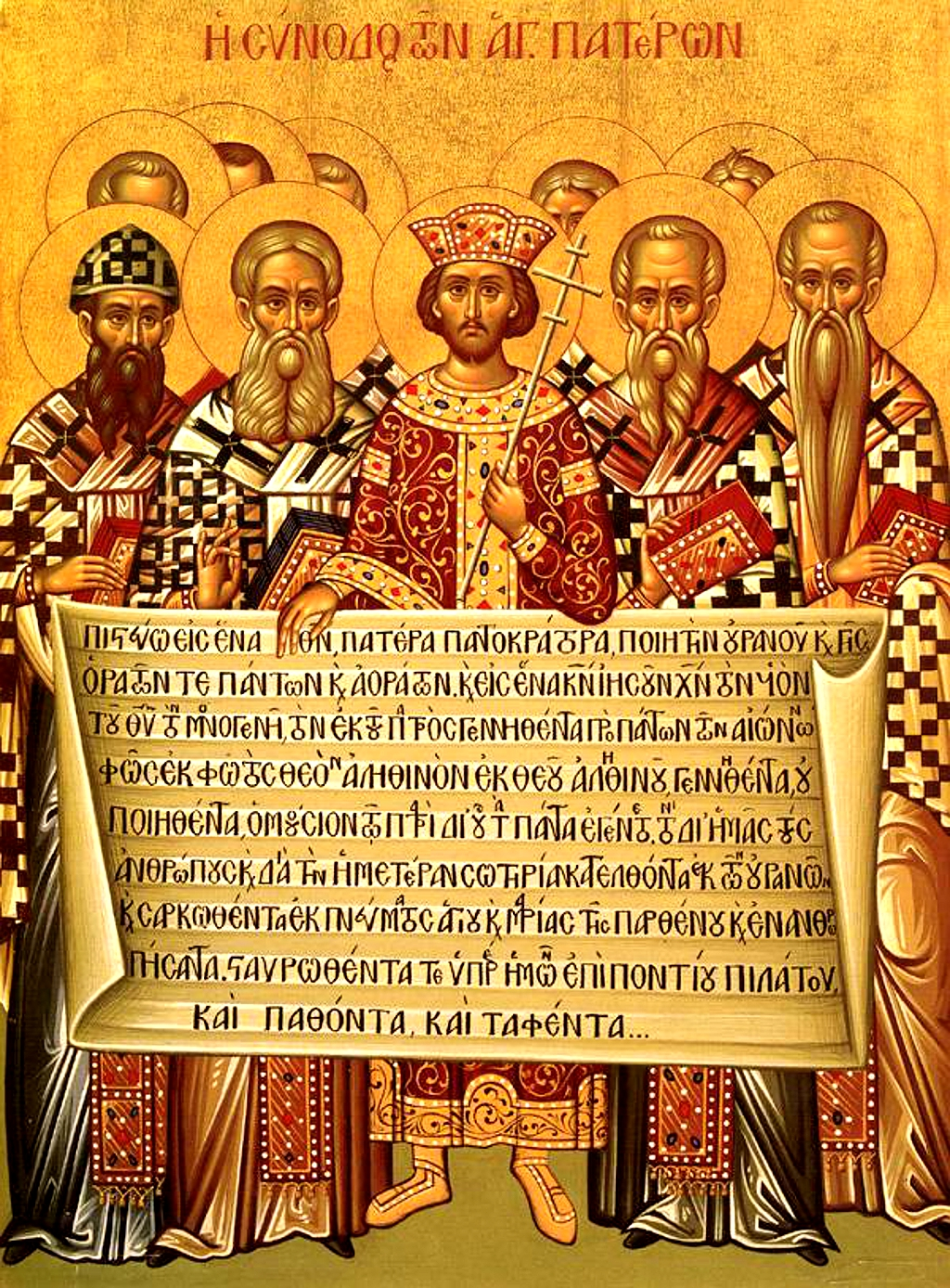
Imagen alegórica del Concilio de Nicea en 325, el primero celebrado.

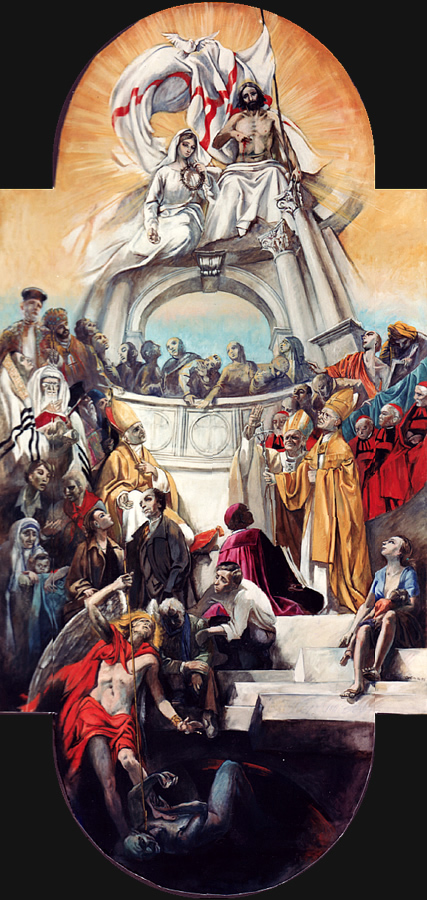
Imagen o representación del Concilio Vaticano II (1962-65), el último celebrado.

Un concilio ecuménico, también llamado concilio general, es un sínodo o reunión solemne al que están convocados todos los obispos cristianos (y en ocasiones también están presentes, generalmente sin voto deliberativo, otros dignatarios eclesiásticos y teólogos expertos) para definir temas controvertidos de doctrina, indicar pautas generales de moralidad y tomar decisiones sobre asuntos de política eclesiástica, judiciales o disciplinarios.

## Características
El término concilio proviene del latín concilium, que significa «asamblea». La palabra ecuménico deriva del latín tardío oecumenicus, que significa «general» o «universal». Fue tomada del griego: οἰκουμενικός, que significa «del mundo entero habitado».
Los diversos cismas que sufrió la Iglesia cristiana llevaron a que el concepto de universalidad de la convocatoria se restrinja para incluir solo a los obispos de una fracción del cristianismo. Es por esta razón o por el repudio de algún concilio realizado por fracciones derrotadas que participaron en él, que no existe un reconocimiento unánime sobre el número y la identidad de los concilios ecuménicos, incluso dentro de algunas Iglesias. Por lo general la autoridad de los concilios ecuménicos es aceptada por las Iglesias que tienen obispos que reconocen la sucesión apostólica y rechazada por algunas ramas del cristianismo surgidas del protestantismo.
Los criterios de aceptación de los concilios ecuménicos no tienen en cuenta el número de obispos participantes en relación con todos lo obispos convocados, ni la representatividad que aquellos tenían sobre las Iglesias locales de las que provenían. Es así que los primeros concilios ecuménicos tuvieron un escaso número de participantes, los cuales eran en su gran mayoría del Oriente. En la Iglesia ortodoxa se considera que un concilio fue ecuménico cuando ha sido aceptado posteriormente, generalmente expresamente por otro concilio ecuménico, y sus decisiones gozan de reconocimiento universal. En la Iglesia católica el reconocimiento es potestad exclusiva del papa.
El teólogo católico alemán Ludwig Ott afirmó:

El episcopado en pleno es infalible cuando, reunido en concilio universal o disperso por el orbe de la tierra, enseña y propone una verdad de fe o costumbres para que todos los fieles la sostengan. [...]
 Los obispos ejercen de forma extraordinaria su magisterio infalible en el concilio universal o ecuménico. En las decisiones del concilio universal es donde se manifiesta de forma más notoria la actividad docente de todo el cuerpo magisterial instituido por Cristo.
 En la Iglesia estuvo siempre viva la convicción de que las decisiones del concilio universal eran infalibles. San Atanasio dice del decreto de fe emanado del concilio de Nicea: “La palabra del Señor pronunciada por medio del concilio universal de Nicea permanece para siempre” (Ep. ad afros. 2). San Gregorio Magno reconoce y venera los cuatro primeros concilios universales como los cuatro Evangelios; el quinto lo equipara a los otros (Ep. I 25).

La doctrina de la infalibilidad de los concilios ecuménicos establece que sus definiciones solemnes que se refieren a la fe o la moral, y a las que debe adherirse toda la Iglesia, son infalibles. Tales decretos a menudo se etiquetan como 'cánones' y en ocasiones tienen un anatema adjunto, una pena de excomunión contra aquellos que se niegan a creer en la enseñanza del canon. Esta doctrina es considerada válida en la Iglesia católica si las definiciones solemnes de un concilio ecuménico son confirmadas o aceptadas por el papa, mientras que las Iglesias ortodoxas sostienen que un concilio ecuménico es en sí mismo infalible cuando se pronuncia sobre un asunto específico, aunque las Iglesias ortodoxas eslavas suelen requerir además la aceptación general de los fieles. Las Iglesias protestantes generalmente ven a los concilios ecuménicos como instituciones humanas falibles que no tienen más que una autoridad derivada en la medida en que exponen correctamente las escrituras y cuando aceptan la infalibilidad la restringen a las declaraciones cristológicas de los primeros concilios.
El desacuerdo entre las denominaciones cristianas suele ocurrir también en la interpretación de lo resuelto en un canon específico y en la validez de las traducciones o copias de las actas conciliares, que en algunos se han perdido, dando lugar a que algunos textos sean considerados por algunas Iglesias como agregados posteriores. Existen también cánones que han sido rechazados por el papado, sin embargo de lo cual son considerados válidos en la Iglesia ortodoxa.

## Concilios pre-nicenos (no ecuménicos)
Los concilios o sínodos prenicenos fueron reuniones de naturaleza regional, no destinadas a reunir a todos los obispos de la Iglesia. A pesar de eso, estos concilios tuvieron cierta importancia porque sirvieron para clarificar varios aspectos doctrinales. En (49 d. C.) hubo una reunión de apóstoles y presbíteros en Jerusalén que ha sido llamada «Concilio de Jerusalén» , que acordó el ingreso en las comunidades cristianas de los gentiles (no-judíos) sin el requisito de la circuncisión.
| Localización y designación   | Año de celebración del Concilio | Temas principales |
| Jerusalén                    | Otoño de 51                     | Los convertidos del paganismo (nuevos cristianos) exentos de ciertas prácticas de la ley mosaica, como la circuncisión. Véase controversia de la circuncisión                                                                                           |
| Concilio (Sínodo) de Roma    | 197                             | Examina la cuestión de la fecha de la Pascua, que se celebra de manera diferente en Oriente y Occidente. |
| Concilio (Sínodo) de Cartago | 256                             | Cipriano, obispo de Cartago, reúne 87 obispos africanos. Discuten el Cisma novaciano. |
| Concilio (Sínodo) de Elvira  | 306                             | Reúne 19 obispos; las decisiones son de los obispos (universi episcopi dixerunt), pero participaron también 26 presbíteros y estaban presentes los diáconos y el pueblo en general (astantibus diaconis et omni plebe). Decretan el celibato del clero. |
| Concilio (Sínodo) de Galia   | 314                             | Constantino el Grande convoca en Arlés, 33 obispos africanos, intentado evitar el cisma donatista. |

## Concilios ecuménicos
Los siete concilios reconocidos como ecuménicos por las principales iglesias cristianas actuales (la Iglesia católica, la Iglesia ortodoxa, la Iglesia luterana y la Iglesia anglicana) son los siguientes:
| Nº  | Convocado por                      | Localización y designación | Fecha de celebración del Concilio               | Temas principales |
| 1.º | Emperador romano Constantino I     | Nicea I                    | 20 de mayo a 25 de julio de 325                 | Condenó el arrianismo como herejía y proclamó la igualdad de naturaleza (homooúsios) entre el Padre y el Hijo. Redactó el primer Credo.                                                                  |
| 2.º | Emperador romano Teodosio I        | Constantinopla I           | Mayo a julio de 381                             | Volvió a condenar el arrianismo y afirmó que el Espíritu Santo también era de la misma naturaleza que el Padre y el Hijo (homooúsios). Reformuló el Credo de Nicea (Símbolo niceno-constantinopolitano). |
| 3.º | Emperador romano Teodosio II       | Éfeso                      | 22 de junio a 17 de julio de 431                | Condenó el nestorianismo como herejía y proclamó que María es theotókos, «madre de Dios». La Iglesia Asiria del Oriente no reconoce este concilio ni ninguno de los posteriores.                         |
| 4.º | Emperador romano Marciano          | Calcedonia                 | 8 de octubre a 1 de noviembre de 451            | Condenó el monofisismo y afirmó la unidad de las dos naturalezas, humana y divina, de Jesucristo. Las Iglesias ortodoxas orientales no reconocen este concilio ni ninguno de los posteriores.            |
| 5.º | Emperador bizantino Justiniano     | Constantinopla II          | 5 de mayo a 2 de junio de 553                   | Condenó las enseñanzas de Orígenes y ordenó la destrucción de sus obras. Condenó los documentos nestorianos designados como Los Tres Capítulos.                                                          |
| 6.º | Emperador bizantino Constantino IV | Constantinopla III         | 7 de noviembre de 680 a 16 de septiembre de 681 | Dogmatiza las dos naturalezas de Cristo. Condena el monotelismo. |
| 7.º | Emperatriz bizantina Irene         | Nicea II                   | 24 de septiembre a 23 de octubre de 787         | Condenó a los iconoclastas y restableció la veneración de imágenes. |

Nicea I
Del 20 de mayo al 25 de julio de 325, convocado por el emperador romano Constantino I con el papa Silvestre I y presidido por el mismo emperador y el obispo Osio de Córdoba, que actuó en representación del papa. Formuló la primera versión del Credo Niceno, definió la divinidad de Cristo, condenando el arrianismo, y ordenó la celebración de la Pascua en una determinada fecha.
Constantinopla I
Entre mayo y julio de 381, convocado por el emperador romano Teodosio I y presidido sucesivamente por el patriarca de Alejandría Timoteo, el patriarca de Antioquía Melecio, el patriarca de Constantinopla Gregorio Nacianceno, su sucesor el patriarca de Constantinopla Nectario. En él no participó ningún exponente de la Iglesia occidental. Formuló la versión definitiva del Símbolo niceno-constantinopolitano, definiendo la divinidad del Espíritu Santo. Condenó a los seguidores de Macedonio I de Constantinopla, por negar la divinidad del Espíritu Santo (macedonianismo).
Éfeso
Del 22 de junio al 17 de julio de 431, convocado por el emperador Teodosio II, y presidido por el patriarca Cirilo de Alejandría. El papa mandó como legados a los obispos Felipe, Arcadio y Proyecto. Denunció como erróneas las enseñanzas de Nestorio (nestorianismo, una forma de difisismo), decretando que Jesús era una persona y no dos personas distintas. Se establece que María es Madre de Dios.
Este concilio y los posteriores no son reconocidos por la Iglesia asiria del Oriente y la Antigua Iglesia del Oriente, herederas de la Iglesia del Oriente, que se involucró con el nestorianismo.
Calcedonia
Del 8 de octubre al 1 de noviembre de 451, convocado por el emperador romano de oriente Marciano, y presidido por el patriarca de Constantinopla Anatolio. El papa mandó como sus representantes personales a los obispos Pascasino y Juliano y a los presbíteros Bonifacio y Basilio. Proclamó a Jesucristo como totalmente divino y totalmente humano, dos naturalezas en una persona. Rechazó la doctrina contraria sostenida por Eutiques (monofisismo). Rechazan este concilio y los siguientes las Iglesias ortodoxas orientales como la Iglesia copta ortodoxa, la Iglesia apostólica armenia, la Iglesia ortodoxa siríaca y la Iglesia ortodoxa de Malankara en la India.
Constantinopla II
Del 5 de mayo al 2 de junio de 553, convocado por el emperador Justiniano I, y presidido por el patriarca de Constantinopla Eutiquio. Acudió en persona el papa Vigilio. Confirmó las doctrinas de la Santa Trinidad y la persona de Jesucristo. Condenó los errores de seguidores de Orígenes y varios escritos de Teodoreto; al obispo Teodoro de Mopsuestia y al obispo de Edesa, Ibas. Repudió a los Tres Capítulos por considerarlos nestorianos.
Constantinopla III
Del 7 de noviembre de 680 al 16 de septiembre de 681, convocado por el emperador Constantino IV, y presidido por él en persona. Definió dos voluntades en Cristo: divina y humana, como dos principios operativos, condenando así el monotelismo.
Los ortodoxos reconocen al Concilio Quinisexto, también llamado Concilio en Trullo (692), como continuación de los concilios segundo y tercero de Constantinopla y no como un concilio ecuménico aparte. Trató asuntos de disciplina. El estatus ecuménico de este concilio fue repudiado por las Iglesias occidentales.
Nicea II
Del 24 de septiembre al 23 de octubre de 787, convocado por Irene, regente del emperador romano de oriente, Constantino VI, y presidido por el patriarca de Constantinopla, Tarasio. Fue ratificado por el papa Adriano I. Restauró la veneración de los iconos, condenados en el Concilio de Hieria en 754, como genuina expresión de la fe cristiana, regulando la veneración de las imágenes sagradas.

### Concilios de reconocimiento discutido
Constantinopla IV
Celebrado en 869-870. Para la Iglesia católica, el octavo concilio ecuménico, Constantinopla IV, es aquel que, convocado por el emperador bizantino Basilio I, depuso y excomulgó al patriarca Focio de Constantinopla y rehabilitó a Ignacio de Constantinopla. No es aceptado por la Iglesia ortodoxa, que lo revocó en otro concilio que también llama Concilio de Constantinopla IV.
El Concilio de Constantinopla de 879–880, convocado por el mismo emperador bizantino Basilio I. No es aceptado por la Iglesia católica. Es llamado Cuarto concilio de Constantinopla por algunos teólogos de la Iglesia ortodoxa. Rehabilitó a Focio, y condenó la adición al Credo Niceno de la Cláusula Filioque.
Constantinopla V
El quinto concilio de Constantinopla, de 1341 hasta 1351, postulado por algunos ortodoxos para ecuménico. No es aceptado por la Iglesia católica ni por la Iglesia ortodoxa en general. En él se resolvieron cuestiones con respecto al hesicasmo y la disputa sobre la "luz increada" entre el teólogo bizantino Gregorio Palamás y el latino Barlaam de Seminara.

## Concilios ecuménicos de la Iglesia católica
Los concilios ecuménicos reconocidos por la Iglesia católica se dividen en dos grupos: griegos y latinos, según el idioma de los documentos oficiales. Los griegos son los siete concilios ecuménicos reconocidos también por la Iglesia ortodoxa y que tuvieran lugar en Oriente, convocados todos ellos por los emperadores romanos o bizantinos. Sin embargo, algunos concilios del mismo período, considerados por sí mismos y algunos otros como ecuménicos carecen del reconocimiento de la Iglesia católica como el Concilio de Sárdica (343), el Segundo Concilio de Éfeso (449) y el Concilio de Hieria (754).
Los concilios latinos, reunidos en Occidente, fueron convocados por los papas, quienes los presidían o enviaban un legado para hacerlo. En ellos habrá de estar representada una mayoría de los obispos de las provincias eclesiásticas. Para la validez de sus acuerdos era preciso, como condición sine qua non, la sanción del mismo papa.
Los concilios latinos de la Iglesia católica son los siguientes (la numeración corresponde a la oficial de la Iglesia católica):
| Nº   | Convocado por                                                                | Localización y designación | Fecha de celebración del Concilio                | Temas principales |
| 9.º  | Papa Calixto II                                                              | Letrán I                   | 18 de marzo a 6 de abril de 1123                 | Encierra la Querella de las Investiduras. Independencia de la Iglesia por delante del poder temporal. |
| 10.º | Papa Inocencio II                                                            | Letrán II                  | Abril de 1139                                    | Vuelve obligatorio el celibato para el clero en la Iglesia Occidental. Fin del cisma del Antipapa Anacleto II |
| 11.º | Papa Alejandro III                                                           | Letrán III                 | Marzo de 1179                                    | Normas para la elección del papa (mayoría de 2/3) y de la designación de obispos (edad mínima de 30 años). Se excomulgan los barones que, en Francia, apoyaban los Cátaros.                                                                              |
| 12.º | Papa Inocencio III                                                           | Letrán IV                  | 11 de noviembre a 30 de noviembre de 1215        | Determina que todo cristiano, llegado al uso de la razón, está obligado a recibir la Confesión y la Eucaristía en la Pascua. Condenación de los Albigenses, Maniqueístas y Valdenses. Definición de transubstanciación.                                  |
| 13.º | Papa Inocencio IV                                                            | Lyon I                     | 28 de junio a 17 de julio de 1245                | Deposición de Federico II. |
| 14.º | Papa Gregorio X                                                              | Lyon II                    | 7 de mayo a 17 de julio de 1274                  | Intento de reconciliación con la Iglesia ortodoxa. Reglamento del cónclave para la elección papal. Cruzada para liberar Jerusalén. Se establece el concepto de Purgatorio.                                                                               |
| 15.º | Papa Clemente V                                                              | Vienne                     | 16 de octubre de 1311 a 6 de mayo de 1312        | Supresión de los Templarios. |
| 16.º | Papa Gregorio XII y papa Martín V                                            | Constanza                  | 5 de octubre de 1414 a 22 de abril de 1418       | Extingue el Gran Cisma de Occidente. Condenación de John Wycliffe y de Jan Hus. Decreta la supremacía del concilio sobre el papa (posteriormente ab-rogado). Elección del papa Martín V                                                                  |
| 17.º | Papa Eugenio IV                                                              | Basilea                    | 1431-1432                                        | Sanciona el canon católico (relación oficial de los libros de la Biblia), intenta nueva unión con las Iglesias orientales ortodoxas. Reconocimiento en el romano pontífice de poderes sobre la Iglesia Universal. Ratifica la figura del Purgatorio.     |
| 18.º | Papa Julio II y papa León X                                                  | Letrán V                   | 10 de mayo de 1512 a 16 de marzo de 1517         | Condenación del concilio cismático de Pisa (1409-1411) y del conciliarismo. Reforma de la Iglesia. |
| 19.º | Papa Paulo III, papa Julio III, papa Marcelo II, papa Paulo IV y papa Pío IV | Trento                     | 13 de diciembre de 1545 a 4 de diciembre de 1563 | Reforma general de la Iglesia, sobre todo por causa del protestantismo. Confirmación de la doctrina acerca de los siete sacramentos y de los dogmas eucarísticos. Decreta la versión de la Vulgata como auténtica.                                       |
| 20.º | Papa Pío IX                                                                  | Vaticano I                 | 8 de diciembre de 1869 a 18 de julio de 1870     | Refuerza la ortodoxia establecida en el Concilio de Trento. Condena el Racionalismo, el Naturalismo y el Modernismo. Dogmas sobre la Primacía del papa y de la infalibilidad papal en la definición expresa de doctrinas de fe y de costumbres.          |
| 21.º | Papa Juan XXIII y papa Pablo VI                                              | Vaticano II                | 11 de octubre de 1962 a 8 de diciembre de 1965   | Apertura al mundo moderno. Reforma de la Liturgia. Constitución y pastoral de la Iglesia, Revelación divina, libertad religiosa, como muestra la Encíclica Mortalium Animos, de Pío XI, apostolado de los laicos. Este Concilio genera muchas polémicas. |

Letrán I
Fue convocado por el papa Calixto II en diciembre de 1122, inmediatamente después del Concordato de Worms que puso fin a la querella de las investiduras; abolió el derecho, que reclamaban los príncipes, a investir dignidades y tener beneficios eclesiásticos. Finalizó en 1123.
Letrán II
Fue convocado por Inocencio II en 1139, y entre otras cosas emitió varios decretos disciplinarios sobre la vida de los clérigos. En particular declaró no solo prohibidos sino inválidos los matrimonios contraídos por ellos después de la ordenación.
Letrán III
Convocado bajo el papa Alejandro III en 1179, para condenar a los albigenses y valdenses, y de nuevo la simonía. Dictó muchas disposiciones para la reforma moral de los miembros de la Iglesia.
Letrán IV
Fue convocado bajo la autoridad del papa Inocencio III en 1215, para condenar varias herejías: de los albigenses, de los valdenses, del abad Joaquín de Fiori, y otras. Elaboró un credo más extenso, contra los albigenses.
Lyon I
Convocado en 1245, y presidido por Inocencio IV; abordó problemas morales y disciplinares de la Iglesia. Excomulgó y depuso al emperador Federico II y convocó una cruzada encabezada por el rey Luis IX de Francia (San Luis), que asistió al concilio.
Lyon II
Fue convocado por Gregorio X en 1274 y consiguió una breve unión con la Iglesia ortodoxa, que estaba separada de Roma desde el llamado Cisma de Oriente. Promulgó normas para la elección del papa.
Vienne
Convocado por Clemente V (1311-1312), el primer papa residente en Aviñón. Trató de errores de los Templarios, Fraticelli, Beguardos y Beguinas, de Pedro Juan Olivi. Abolió la orden de los Templarios. Dictó normas para reformar al clero.
Constanza
Convocado por Juan XXIII, antipapa (1414-1418). Condenó las afirmaciones de Juan Hus, Wicleff y otros. También se ocupó de las divisiones en la Iglesia provocadas por el Cisma de Occidente. Es considerado concilio ecuménico solo en sus últimas sesiones (XLII-XLV), cuando lo legitimó Gregorio XII al convocarlo formalmente, al ser antipapa quien lo convocó (Juan XXIII).
Basilea
Convocado por Eugenio IV (1431-1445) para buscar la pacificación religiosa de Bohemia. Se celebró en Basilea, Ferrara y Florencia. Intentó la unidad con los ortodoxos, sin resultados, y la de los armenios y jacobitas con la Iglesia de Roma.
Letrán V
Convocado en 1511 (comenzó en 1512) por el papa Julio II y clausurado por León X en 1517. Su tema central fue la reforma de la Iglesia, decretándose disposiciones disciplinarias. Se propuso una cruzada contra los turcos, que no llegó a realizarse.
Trento
Convocado por Paulo III (1545-1563) para tratar el tema de la escisión de la Iglesia por la reforma protestante. También se ocupó de muchos temas doctrinales, morales, y disciplinares. Decretó sobre la Justificación, los Sacramentos, la Eucaristía, el Canon de las Sagradas Escrituras y otros temas, con variadas disposiciones disciplinares. Condenó ciertas ideas de Lutero y otros reformadores. Fue el concilio más largo y en el que se promulgaron más decretos dogmáticos.
Vaticano I
Convocado por Pío IX en 1869, tuvo que interrumpirse el 20 de septiembre, por la toma de Roma por el Reino de Italia (1861-1946). Trató temas de la fe y constitución de la Iglesia. Definió la potestad del romano pontífice y su infalibilidad cuando habla ex cathedra en temas de fe y moral.
Vaticano II
Convocado por Juan XXIII (1962-1965) que presidió la primera etapa, hasta otoño de 1962; las tres sesiones siguientes fueron convocadas y presididas por Pablo VI, su sucesor. Fue un concilio pastoral, no dogmático.

### Legislación canónica católica sobre los concilios
Según los cánones 337 y 341 del Código de Derecho Canónico, un concilio ecuménico (ecuménico: universal, o sea, toda la Iglesia católica) es una reunión de todos los obispos de la Iglesia para reflexionar sobre puntos de doctrina y de disciplina que precisan ser esclarecidos, promulgar dogmas, corregir errores pastorales, condenar herejías y, en suma, resolver sobre todas las cuestiones de interés para la Iglesia universal. "Compete exclusivamente al Romano Pontífice convocar el Concilio Ecuménico, presidirlo personalmente o por medio de otros, trasladarlo, suspenderlo o disolverlo, y aprobar sus decretos". Así no es necesario que el papa esté presente para celebrar un concilio, pero para que sea válido es necesaria su confirmación.
Según los cálculos de los teólogos católicos, son hasta ahora 21 los concilios ecuménicos, entendiendo "ecuménico", aquí, en el sentido de "universal", con la participación de todos los obispos católicos del mundo. No existe ninguna manifestación del magisterio de la Iglesia católica que indique que son estos los concilios que han de llamarse ecuménicos. En realidad, la lista, al menos hasta el Concilio de Letrán V fue fijada por Roberto Bellarmino.
La misma potestad ejercida por los obispos de modo solemne en un concilio ecuménico se ejerce también "mediante la acción conjunta de los obispos dispersos por el mundo, promovida o libremente aceptada como tal por el Romano Pontífice, de modo que se convierta en un acto verdaderamente colegial".
Mientras el Obispo de Roma (el papa) tiene potestad "plena, inmediata y universal en la Iglesia", "el Colegio Episcopal, cuya cabeza es el Sumo Pontífice y del cual son miembros los Obispos en virtud de la consagración sacramental y de la comunión jerárquica con la cabeza y miembros del Colegio, y en el que continuamente persevera el cuerpo apostólico, es también, en unión con su cabeza y nunca sin esa cabeza, sujeto de la potestad suprema y plena sobre toda la Iglesia".

## Concilios ecuménicos aceptados por la Iglesia ortodoxa
La Iglesia ortodoxa reconoce los siete primeros concilios ecuménicos, que son los siguientes:
- I. Concilio de Nicea I, convocado en el año 325,
- II. Concilio de Constantinopla I, del año 381,
- III. Concilio de Éfeso, del año 431,
- IV. Concilio de Calcedonia, del año 451,
- V. Concilio de Constantinopla II, del año 553,
- VI. Concilio de Constantinopla III, del año 680,

Concilio Quinisexto, o Segundo Concilio Trullano, del año 692 (considerado complemento de los dos anteriores, no un concilio ecuménico distinto),
- VII. Concilio de Nicea II, convocado en el año 787.

También son considerados por algunos teólogos ortodoxos como octavo y noveno concilios ecuménicos:
- VIII. El Concilio de Constantinopla de 879-880, convocado por el Patriarca de Constantinopla Focio.
- IX. El Concilio de Constantinopla sobre hesicasmo, celebrado en 1341 o en 1351.

## Concilios ecuménicos aceptados por otras iglesias
Por la Iglesia del Oriente
La Iglesia asiria del Oriente y la Antigua Iglesia del Oriente solo aceptan los dos primeros concilios ecuménicos.
Por las Iglesias ortodoxas orientales
Las Iglesias ortodoxas orientales solo aceptan como concilios ecuménicos los tres primeros. Estas iglesias son: la Iglesia copta ortodoxa, la Iglesia ortodoxa de Etiopía, la Iglesia ortodoxa de Eritrea, la Iglesia ortodoxa siríaca, la Iglesia ortodoxa de Malankara y la Iglesia apostólica armenia.
Por la Iglesia presbiteriana ortodoxa
La Iglesia presbiteriana ortodoxa admite los seis primeros.

## Concilios ecuménicos según la Iglesia anglicana
La Iglesia anglicana atribuye cierta importancia a los siete primeros concilios ecuménicos, sobre todo a los cuatro primeros. Pero declara oficialmente en sus Treinta y nueve artículos de la fe anglicana que los concilios ecuménicos a veces se han equivocado incluso en relación con Dios.